# Кириченко Дарина Владиславівна
Дари́на Владисла́вівна Кириче́нко (нар. 14 жовтня 1998; Москва, Росія) — українська спортсменка, володарка бронзової медалі зі сноубордкросу на Зимових юнацьких Олімпійських іграх 2016. Чемпіонка України 2015.
Донька Владислава Кириченка — українського громадського діяча, підприємця, мецената, засновника мистецької агенції «Наш Формат».

## Спортивні досягнення
Дебютувала в спорті в 2008, тренується в дитячо-юнацькій спортивній школі «Вікторія», тренери Наталія Ковтун, Ярослав Климентовський.
16 лютого 2016 у в командних змаганнях зі сноуборд-кросу на Зимових юнацьких Олімпійських іграх 2016 в Ліллегаммері (Норвегія) змішана четвірка з українкою Дариною Кириченко у складі завоювала бронзові медалі. У команді разом із Дариною бронзові медалі здобули Вероніка Едебо (Швеція), Валентин Міладінов (Болгарія) та Давід Моберг (Швеція).

## Різне
Улюблена гра сквош, улюблений фільм — «Божевільне весілля», улюблена пісня — «Квітка» у виконанні Океану Ельзи, герой — Зігфрід Грабнер.
Володіє англійською, захоплюється малюванням, майбутня професія — промисловий дизайн.